# Динатрийкалий
Динатрийкалий — бинарное неорганическое соединение, интерметаллид калия и натрия с формулой KNa2.

## Получение
- Спекание стехиометрических количеств чистых металлов:

{\displaystyle {\mathsf {K+2Na\ {\xrightarrow {7^{o}C}}\ KNa_{2}}}}

## Физические свойства
Динатрийкалий образует кристаллы
гексагональной сингонии,
пространственная группа P 63/mmc,
параметры ячейки a = 0,750 нм, c = 1,230 нм, Z= 4,
структура типа дицинкмагния MgZn2 (фаза Лавеса)
.
Соединение образуется по перитектической реакции при температуре 7,07°С .
С калием образует эвтектику (31,9 ат.% калия) с температурой плавления -13,4°С (-12,3°С ).
При электролизе расплава KNa2 калий выделяется на катоде, натрий — на аноде .